# Parc des Sports
O Parc des Sports é um estádio localizado em Avinhão, na França. Atualmente, é mais utilizado para partidas de futebol, tendo como clube mandante o Arles-Avignon. Sua capacidade atual é de mais de 17.000 pessoas.

## História
Construído em 1975, foi, primeiramente, a casa do Olympique Avignonnais (atual Avignon Football 84). Com a ascensão do Arles-Avignon, que mudara de nome apenas para jogar na cidade de Avinhão, o estádio passou a ser a casa deste clube, que conseguiu o inédito acesso à Ligue 1 na temporada 2009-10.
No dia 1º de junho de 2014, o Parc des Sports recebeu a partida final do Torneio Internacional de Toulon. O Brasil derrotou a França por 5 a 2 e sagrou-se campeão.